# イッサイフシエラガイ
イッサイフシエラガイ（一切節鰓貝）、学名 Pleurobranchus mamillatus はカメノコフシエラガイ科に分類されるウミウシの一種。最大50cmほどにもなる大型種で、インド西太平洋の暖流域の砂地に棲息し、小型の貝類などを捕食する。
種小名 mamillatus はラテン語の「mamillātus（乳首状の-、乳首突起のある-）」で、背面の乳頭状突起を言ったもの。和名のイッサイは地名で、高知県幡多郡大月町一切（いっさい）に由来し、この地の標本が日本産個体の研究に用いられたことに因んで名付けられた。別名：プレウロブランクス・マミラートゥス（学名のカタカナ音写）。

## 分布
インド西太平洋の熱帯域：
日本（伊豆以南）・韓国以南、ハワイを含む西太平洋、タンザニア、モーリシャスなど。
水深25-50mの開けた砂地に棲息する。

## 形態
大きさと形
15cm以上になる大形種で、最大で50cmを超える個体もある。和名の由来となった大月町一切で採取されたものは30cm。
ドーム型、あるいは伏せた皿型で概ね短い楕円形の輪郭をもつ。背面には乳頭状、あるいは円錐形、あるいはコブとも表現される大形突起が複数あるが、稀には突起が低く体全体が盛り上がるものもある。
色彩
体の地色は変異が多く、淡褐色、橙黄色、暗赤褐色など。外套膜には背面突起の基部を取り囲むように紫-ピンク色の斑紋があるが、この斑紋の発達具合にも相当の変異があり、斑紋が繋がって亀甲状になるものや、途切れてピンクの点のみになっているものなどがある。
内部形態など
両性生殖門は体の右側面の外套膜と腹足との間に開口し、陰茎と膣孔は近接しており、肉帯に囲まれる。生殖門の後方に鰓がある。
殻は体内にあり人の爪様で、薄く脆く痕跡的。体長30cmの個体の殻は約6mmほどの長さ。プロトコンクはざっくりと250μmほどで1巻き、彫刻等はない。
歯舌と顎板
歯舌は、一切産のものでは、中央歯を欠き、内側歯は短い鉤状、外側歯と縁歯もほぼ同じ形で内側歯の4倍ほどの長さがあると報告されている。Goodheartら (2015)によって報告されたハワイ産のものでは、歯式：49 × 109. 0. 109（中歯を欠き、左右に109個の側歯が並んだものを1列とし、それが49列あることを示す）で、内側歯は「7」形の短い鉤状、中側歯は大きく「フ」形もしくは鎌形、最外部の側歯は棘状、あるいは鎌の柄が取れて刃のみになったような形で、中側歯と外側歯は内側歯の4-5倍の大きさ。なお報告者によって側歯や縁歯の呼称が異なるが、表現が異なるだけでほぼ同じことを言っている。
顎板表面の小鱗歯は全て同じ形で、一個の小鱗歯は鏃（やじり）形で両側に尖った小歯が並ぶ。

## 生態
水深20-50mの開けた砂地に昼夜問わず見られる。高知県大月町一切では、毎年5-7月に水深25m付近の砂地で複数の個体が観察されている。
一切産の1個体について胃の内容物が調べられた結果では、多数のベニバトタマエの貝殻、ザクロガイの貝殻1個、不明二枚貝の貝殻片、ゴカイ類の棲管、小石、砂などが観察されたことから、そこではベニバトタマエを中心に砂上や砂中の小型の貝類を捕食していると考えられている。

## 分類

### 原記載
- 原記載名：Pleurobranchus mamillatus Quoy & Gaimard, 1832[1]
- 原記載文献：Voyage de la corvette l'Astrolabe : exécuté par ordre du roi, pendant les années 1826-1827-1828-1829. Zoologie t.2, pt.1(1832): 294–296, pl. 22, figs. 1–6
- タイプ標本：シンタイプ2個体（解剖済み）（フランス国立自然史博物館所蔵）[6]
- タイプ産地：「Port-Louis, à l‘Ile-de-France」（＝モーリシャス・ポートルイス）

### 異名
- Pleurobranchus moebii Vayssière, 1896[4]

### 類似種
- Pleurobranchus testudinarius Cantraine, 1835

分子系統解析でイッサイフシエラガイの姉妹群となる種。イタリアのナポリをタイプ産地とし、地中海とブラジルから知られる。
- ゼニガタフシエラガイ Pleurobranchus forskalii Rüppell & Leuckart, 1828

イッサイフシエラガイの幼貝はしばしばこの種に誤同定される。